# 断带呆足贝
断带呆足贝（学名：Blasicrura interrupta）为宝贝科呆足贝属的动物。分布于日本、菲律宾、印度尼西亚、泰国、缅甸、安达曼群岛、斯里兰卡、台湾岛以及中国大陆的广西、海南岛等地，属于暖海产。其多生活于从潮间带低潮区珊瑚礁间或礁石块的下面。该物种的模式产地在斯里兰卡。